# جفرسنویل (کنتاکی)
جفرسنویل (به انگلیسی: Jeffersonville) شهری در ایالت کنتاکی کشور ایالات متحده آمریکا است که جمعیت آن در سرشماری سال ۲۰۱۰ میلادی، ۱٬۵۰۶ نفر بوده‌است.